# Холл, Фитц
Фиц Бе́нджамин Холл (англ. Fitz Benjamin Hall; 20 декабря 1980, Уолтемстоу, Англия) — английский футболист, защитник.

## Биография
Холл начинал свою карьеру в системе «Вест Хэм Юнайтед». После «Вест Хэма» он побывал в таких клубах как «Барнет», «Чешем Юнайтед», «Олдем Атлетик», «Саутгемптон». Холл перешёл в «Кристал Пэлас» за 1,5 миллиона фунтов стерлиногов. В августе 2005 года был назначен капитаном команды после ухода Майкла Хьюза.
26 июня 2006 года перешёл в стан «Уиган Атлетик». Сумма сделки не разглашается. В январе 2008 года подписал контракт на четыре года с «Куинз Парк Рейнджерс». В матче против «Барнсли» оформил хет-трик. 29 января 2010 года Холл подписал контракт на правах аренды с «Ньюкасл Юнайтед». После повышения «Ньюкасл Юнайтед» до премьер-лиги, Холл захотел продолжить выступления за этот клуб, но «Куинз Парк Рейнджерс» вернул защитника себе.

## Достижения
- Чемпионат Футбольной лиги Англии: 2010/11 (1-е место, выход в Премьер-лигу).